# Carver City
Carver City è il quarto album in studio del gruppo alternative metal statunitense CKY, pubblicato nel 2009.

## Tracce
1. Hellions on Parade – 3:41
2. ...And She Never Returned – 3:33
3. Rats in the Infirmary – 3:30
4. Imaginary Threats – 3:43
5. The Boardwalk Body – 3:39
6. Plagued By Images – 3:25
7. Karmaworks – 4:05
8. Woe Is Me – 3:50
9. A#1 Roller Rager – 3:50
10. Old Carver's Bones – 4:57
11. The Era of an End – 3:52

## Formazione
- Deron Miller – voce, chitarra, basso, moog
- Chad I. Ginsburg – chitarra, basso, moog, cori
- Jess Margera – batteria
- Matt Deis – basso